# Nummer (tidskrift)
Nummer, formellt Nummer.se, är en teatertidning som startades av kulturjournalisten Ylva Lagercrantz på uppdrag av Riksteatern år 2000. Andra redaktionsmedlemmar genom åren har i urval varit Cecilia Djurberg, Jenny Aschenbrenner och Maina Arvas.
Nummer är journalistiskt obunden och innehållet rikstäckande. Alla former av scenkonst bevakas och fokus ligger på recensioner, nyheter, intervjuer och reportage.
Nummer är också ett bokförlag som har gett ut två titlar: Teaterlexikon – 2000-talets scenfenomen från a till ö samt jubileumsboken 2000-talets första teaterdecennium: scenkonstbevakning i Nummer 2000–2009.
I december 2010 startade tidningen också en blogg där tidningens frilansskribenter skriver mer fritt och personligt om scenkonst. Dessutom har webbplatsen Nummer.se utvecklats till en allmän nyhetssajt om nyheter från (den svenska) teatervärlden.
Nummer har fått flera utmärkelser genom åren, varav Årets bästa kultur & debattsajt (Internetworld, 2005) och Årets nättidskrift (Föreningen för Sveriges nättidskrifter, 2007) kan nämnas.

### Källförteckning
- Riksteatern